# 테스카틀리포카

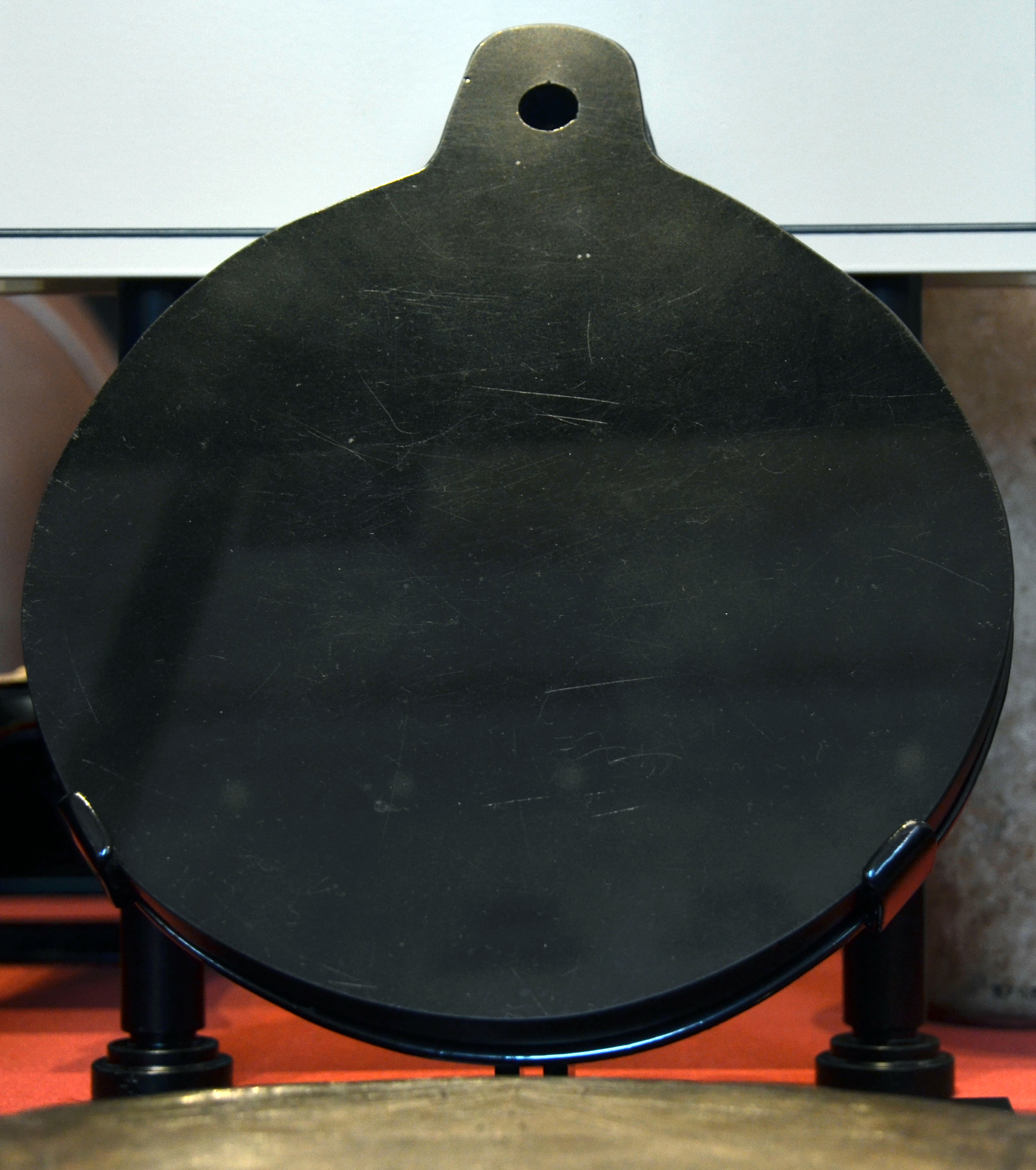
아즈텍 흑요석 거울

테스카틀리포카(고대 나와틀어: Tēzcatlīpohca nci)는 아즈텍 종교의 중심 신이었다. 그는 밤하늘, 허리케인, 흑요석, 갈등을 포함한 다양한 개념과 연관되어 있다. 그는 태초의 이원적 신인 오메테쿠틀리와 오메시우아틀의 네 아들 중 하나로 여겨졌다. 그의 주요 축제는 톡스카틀이었는데, 이는 아즈텍 문화의 대부분의 종교 축제와 마찬가지로 인신공양을 포함했다.
테스카틀리포카의 나과알, 즉 그의 동물 상징은 재규어였다. 재규어의 모습으로 그는 테페욜로틀("산의 심장")이라는 신이 되었다. 두 개의 주요 아즈텍 달력 중 하나인 토날포우알리에서 테스카틀리포카는 1 오셀로틀("1 재규어")의 트레세나를 다스렸다. 그는 또한 아카틀("갈대")이라는 이름을 가진 날들의 수호신이었다. 보르지아 고문서와 페예르바리-마예르 고문서와 같은 텍스트에서 테스카틀리포카가 날짜 기호에 둘러싸여 묘사되어 있다는 점에서 달력 전체와의 강한 연관성이 시사되며, 이는 그가 날짜 기호를 지배하는 일종의 주인을 의미한다.
테스카틀리포카와 관련된 부적은 아나우아틀이라고 불리는 가슴 방패처럼 착용하는 원반이었다. 이 부적은 전복 껍질로 조각되었으며, 고문서 그림에서 우이칠로포치틀리와 테스카틀리포카의 가슴에 모두 묘사되었다.
테스카틀리포카의 기원은 올멕과 마야가 숭배했던 초기 메소아메리카 종교 신들로 거슬러 올라갈 수 있다. 포폴 부에 묘사된 키체 마야의 수호신인 토힐과 테스카틀리포카 사이에는 유사점이 존재한다. 토힐이라는 이름은 흑요석을 의미하며 희생과 관련이 있었다. 고전 마야의 통치와 천둥의 신인 카위일 (현대 마야 연구자들에게 "K 신" 또는 "마네킹 홀"로 알려짐)은 이마에 연기 나는 흑요석 칼을, 한쪽 다리에는 뱀이 있는 것으로 묘사되었다. 테스카틀리포카의 가능한 초기 이미지 사이에는 놀라운 유사점이 있지만, 고고학자들과 미술사학자들은 논쟁에서 의견이 분분하다. 그는 올멕과 마야가 "재규어 신"이라고 부르는 동일한 신일 수도 있고, 또는 아즈텍이 이전 메소아메리카 문화에서 의도적으로 영감을 받아 확장한 것일 수도 있다.

## 어원
테스카틀리포카는 종종 나와틀어에서 "연기나는 거울"로 번역된다. 이는 그가 흑요석과 관련되어 있음을 암시한다. 흑요석은 거울이 만들어졌던 재료였다. 이들은 샤머니즘 의식과 예언에 사용되었으며, 따라서 테스카틀리포카는 점복과도 연관되어 있다.
테스카틀리포카는 그의 신성의 다양한 측면을 암시하고 아즈텍 숭배에서 그의 중심성을 보여주는 많은 별명을 가지고 있었다. 베르나디노 데 사아군은 피렌체 고문서 6권에서 테스카틀리포카를 360가지 다른 형태로 언급한다. 여기에는 다음이 포함된다:
- 틀로케 나우아케, "가까이 있는 자와 가까이 없는 자의 주인"; "[우리]를 둘러싼 것을 소유한 자"라는 뜻
- 티틀라카후안, 티틀라카후아 또는 티틀라카우아, "[우리가 그의] 종인 자"; "우리를 종으로 부리는 자"라는 뜻
- 테히마티니, "현명한 자"; "사람들을 이해하는 자"라는 뜻
- 틀라소필리, "귀한 귀족"; "귀한 아들"이라는 뜻
- 테요코야니, "창조자 [사람들의]"라는 뜻
- 야오틀 또는 야오친, "적"; "존경받는 적"이라는 뜻
- 이크노아카친틀리, "자비로운 자"라는 뜻
- 이팔네모아니, "[우리] 모두가 사는 [그]로 인해"라는 뜻
- 일후이카후아, "하늘의 소유자"라는 뜻
- 틀라티크파케, "땅의 소유자"라는 뜻
- 모네네키, "자의적인 자"; "척하는 자"라는 뜻
- 필호아카친틀리, "존경받는 아버지"; "아이들의 소유자"라는 뜻
- 틀라카틀레 토테쿠에, "우리의 주인, 우리의 군주"라는 뜻
- 요알리 에헤카틀, 요후알리 에헤카틀 또는 요우알리 에헤카틀, "밤바람" (보이지 않는 것 또는 만질 수 없는 것을 위한 은유)
- 모난친, "당신의 어머니"라는 뜻
- 모타친, "당신의 아버지"라는 뜻
- 텔포츠틀리, "[그] 젊은이"라는 뜻
- 모요코야니 또는 모요코아니, "자신을 창조하는 자"라는 뜻. 그의 달력 이름은 오메 아카틀, "두 갈대"이며, 그 이름으로 그는 또 다른 신으로 자신을 봉헌한다.

## 묘사

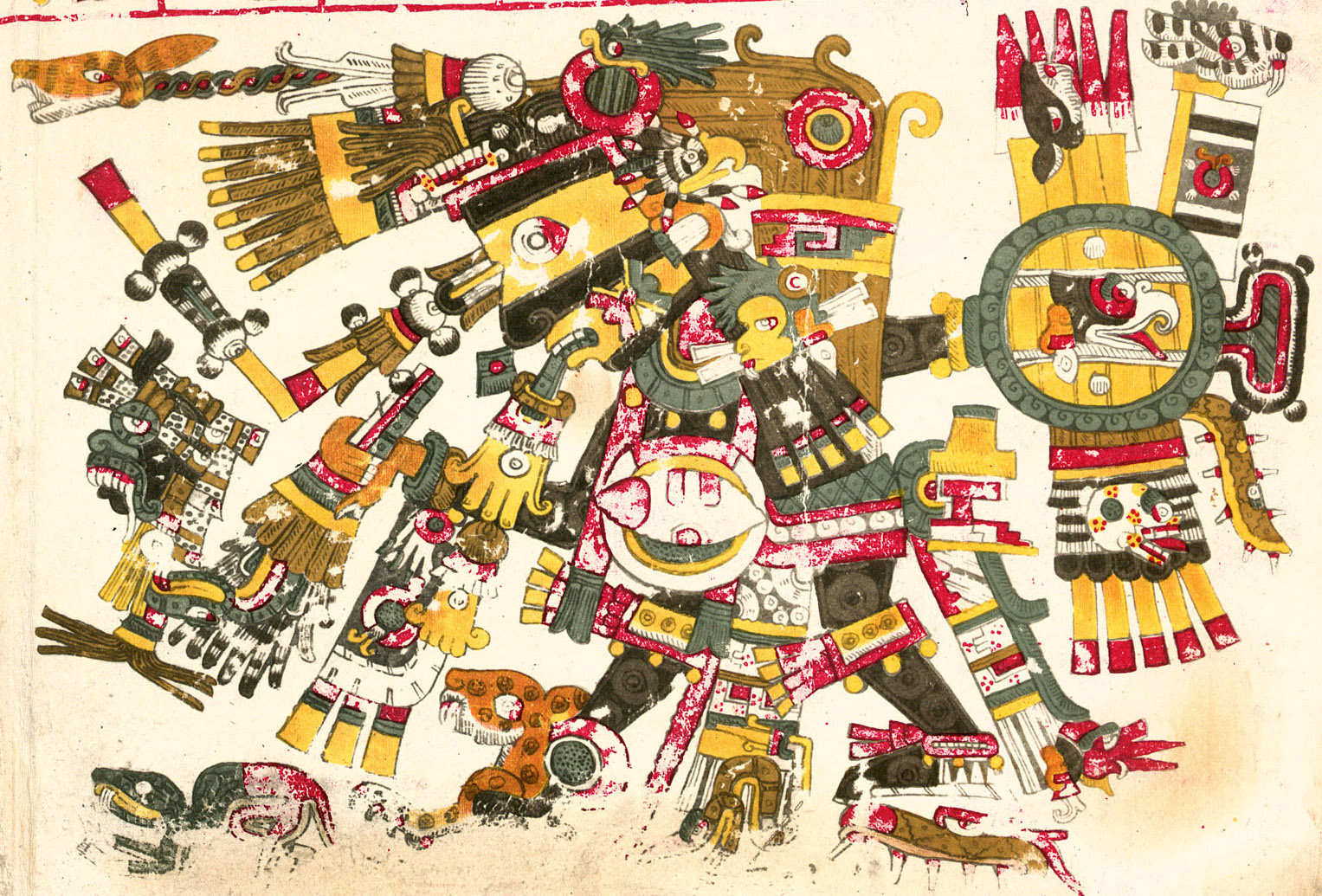
20개의 일일 기호가 모두 있는 테스카틀리포카, 신성한 달력을 상징한다 (보르지아 고문서)

가톨릭 사제들에 의해 많은 고문서가 파괴되었기 때문에 오늘날까지 테스카틀리포카에 대한 묘사는 거의 남아 있지 않다. 동시에 일부 아즈텍 문헌에서는 테스카틀리포카의 어둠과 편재성이 그를 "보이지 않는" 존재로 만들어서 그에 대한 직접적인 묘사가 부적절하거나 심지어 불가능하다고 언급한다. 그럼에도 불구하고 이 신에 대한 여러 묘사가 존재하며, 공통적인 특징과 상징을 확인할 수 있다.

### 도상학
테스카틀리포카의 가장 눈에 띄는 도상학적 세부 사항 중 하나는 그의 얼굴 그림인 믹치틀라판티카크(mixchictlapanticac)이다. 그는 가장 흔하게 검은색과 노란색의 수평 띠로 묘사되지만, 고문서에 따라 두 가지 색상이 다르게 묘사될 수 있다. 메리 밀러는 노란색과 검은색의 조합이 테스카틀리포카와 관련된 재규어와의 연관성일 수 있다고 주장했다. 검은색은 테스카틀리포카와 가장 관련이 깊은 색상이다. 이는 그가 밤과 어둠의 신으로서의 역할 때문뿐만 아니라, 다른 세 명의 소위 테스카틀리포카(케찰코아틀, 우이칠로포치틀리, 시페 토텍)와 그들의 각각의 색상(흰색, 파란색, 빨간색)과 구별하기 위함이다. 그의 몸 중 어느 부분이 검은색으로 칠해지는지는 장소에 따라 다르다. 그의 다리의 절반, 팔 전체, 다리의 대부분, 또는 이들의 어떤 조합으로도 묘사될 수 있다. 후대의 학자들은 신이 칠해졌다고 추정되는 검은색 물질을 테스카틀리포크틀리(tezcatlipoctli)라고 밝혀냈다.

그는 종종 그의 오른발 대신 흑요석 거울, 뼈, 또는 뱀과 같은 다양한 상징적인 물건을 들고 있는 것으로 묘사된다. 이것은 테스카틀리포카가 지구 괴물 시팍틀리와 싸우다 발을 잃는 창조 신화를 암시한다. 흑요석 거울은 그의 가슴, 즉 갑옷으로도 나타날 수 있으며, 종종 연기를 내뿜는 것으로 묘사된다. 이는 그의 이름과 역할을 문자적으로 표현한 것이다. 대부분의 묘사에서 테스카틀리포카는 한 손에 거울을 들고 있으며, 그 거울은 다양한 색깔의 깃털로 둘러싸여 있다.

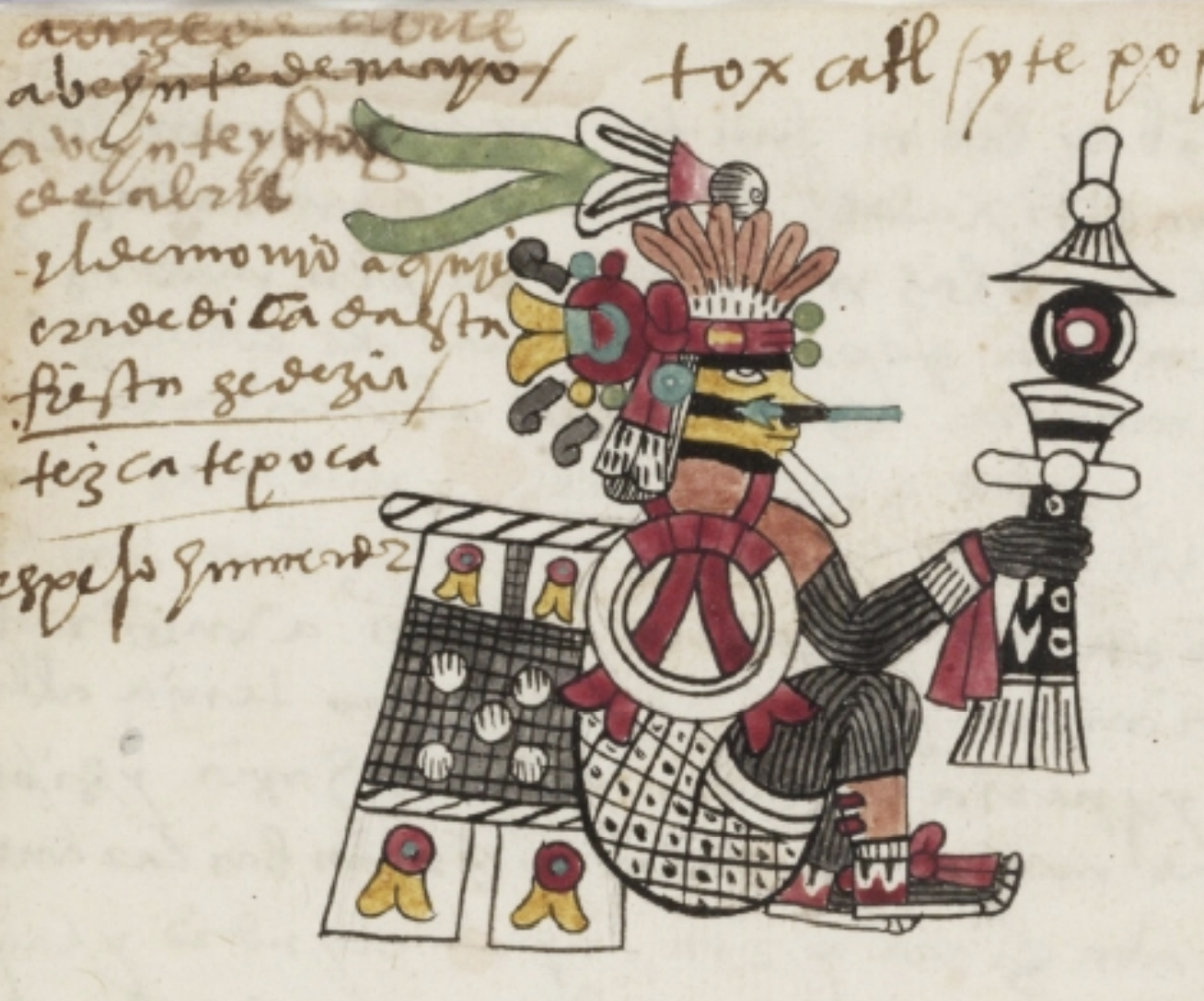
투델라 고문서에서의 묘사, 에스피찰이 머리띠와 화환으로 표현되어 있다

테스카틀리포카는 종종 깃털, 꽃, 그리고/또는 부싯돌 칼로 장식된 머리 장식을 착용한다. 그의 머리는 추가적으로 연기 상징으로 장식될 수 있다. 왜가리 깃털이나 우이칠로포치틀리가 태어난 독수리 솜털 공은 종종 그의 머리, 옷, 방패를 장식했다. 그는 가변적으로 귀걸이, 목걸이, 팔찌 및 기타 보석류를 착용했으며, 이들은 모두 금과 비취와 같은 귀한 재료로 만들어졌다. 해골과 교차 뼈의 모티프가 일부 그림에 나타난다고 기록되어 있지만, 이는 유럽에서 그러한 디자인이 대중화된 후에 나타났을 가능성이 높다. 많은 도상학적 요소들은 테스카틀리포카의 전사로서의 역할을 강조한다, 그의 방패, 아나우아틀 가슴 방패, 화살 코 고리, 그리고 그의 창 또는 화살을 포함하여.

### 에스피찰
학자 후안 호세 바탈라 로사도는 중앙 멕시코의 고문서에 나타난 테스카틀리포카 묘사에서 독특한 도상학적 요소를 확인했는데, 로사도와 베르나디노 데 사아군 모두 이를 "에스피찰(ezpitzal)"이라고 부른다. 이 용어는 아마도 나와틀어의 "피"(eztli)와 "분노로 타오르다" 또는 "분노로 솟아오르다"(pitza)에서 유래했을 것이다. pitza에 대한 다른 번역은 토스카틀 축제 동안 나타나는 피리를 불거나 연주하는 것을 언급하며, 이는 테스카틀리포카 자신과 관련이 있을 수 있다. 에스피찰이라는 용어는 이후 "피의 흐름"으로 번역되었지만, 로사도는 에스피찰이 의미하는 분노와 폭력의 감각을 추가로 지적한다. 이는 테스카틀리포카의 본질과 갈등의 신으로서의 역할을 가리키는 요소이다. 에스피찰은 테스카틀리포카의 머리에서 뿜어져 나오는 하나 이상의 피의 흐름으로, 때로는 부싯돌 칼이나 심장 상징과 함께 나타난다. 어떤 경우에는 에스피찰의 개념이 꽃이나 돌로 장식된 머리띠나 화환으로 예술적으로 변형되기도 했다.

### 페예르바리-마예르 고문서

해당 앞면 (페예르바리-마예르 고문서)

아즈텍 고문서 중 가장 잘 알려진 이미지 중 하나인 페예르바리-마예르 고문서의 앞면에는 토날포우알리의 20 트레세나, 즉 날짜 기호 안에 둘러싸인 신이 묘사되어 있다. 이 신의 정확한 정체는 불분명하지만, 시우테쿠틀리 또는 테스카틀리포카일 가능성이 가장 높다. 이 인물은 테스카틀리포카의 특징인 노란색과 검은색 얼굴 그림을 하고 있다. 그러나 올리비에는 "시우테쿠틀리나 우이칠로포치틀리와 같은 신들도 비슷한 얼굴 그림을 가지고 있다"고 지적한다. 이 인물은 또한 변경되지 않은 두 발을 가지고 있지만, 테스카틀리포카의 흰색 샌들, 팔찌, 장식된 귀와 머리를 가지고 있다. 그는 또한 전쟁의 신의 전형적인 무기인 화살과 창을 들고 있다. 마지막으로, 우연히도 이 인물은 아카틀(갈대)과 테크파틀(부싯돌 칼)의 상징으로 왼쪽 경계를 이루고 있는데, 이들은 모두 테스카틀리포카와 관련이 있다.
테스카틀리포카와 시우테쿠틀리를 달력 기호로 둘러싸는 것은 두 경우 모두 논리적이다. 테스카틀리포카는 다른 고문서에서 달력과 관련되어 묘사되며, 시우테쿠틀리는 태양과 시간의 흐름의 신이었다. 이 페이지에는 또한 시간의 시대를 나타내는 트레세나인 올린(ollin) 기호가 있는데, 이는 다섯 태양을 포함한다. 이 신화 시대는 테스카틀리포카에 의해 시작되었지만, 시대의 완성을 기념하는 아즈텍 축제는 시우테쿠틀리 숭배를 포함했다. 이 고문서에는 이후 페이지에서 두 신의 추가적이고 더 표준화된 묘사가 포함되어 있다.

## 신전
테스카틀리포카와 관련된 많은 신전은 동서 방향으로 지어졌는데, 올리비에는 펠리페 솔리스의 말을 인용한다: "전쟁의 신 [테스카틀리포카]의 신성한 건물은 태양의 움직임과 직접적인 관련이 있었고, 대성전과 같은 방식으로 그들의 정면은 서쪽을 향했다." 또한 모모스틀리(momoztli)에 대한 여러 언급이 있다. 모모스틀리의 정확한 정의는 알려져 있지 않지만, "언덕", "돌 의자", "신전"과 같이 정의가 다양하지만, 신들을 숭배하는 일반적인 성지이며, 특히 "그의 [테스카틀리포카의] 관람 장소"로 언급된다는 전반적인 합의가 있다.

## 사제

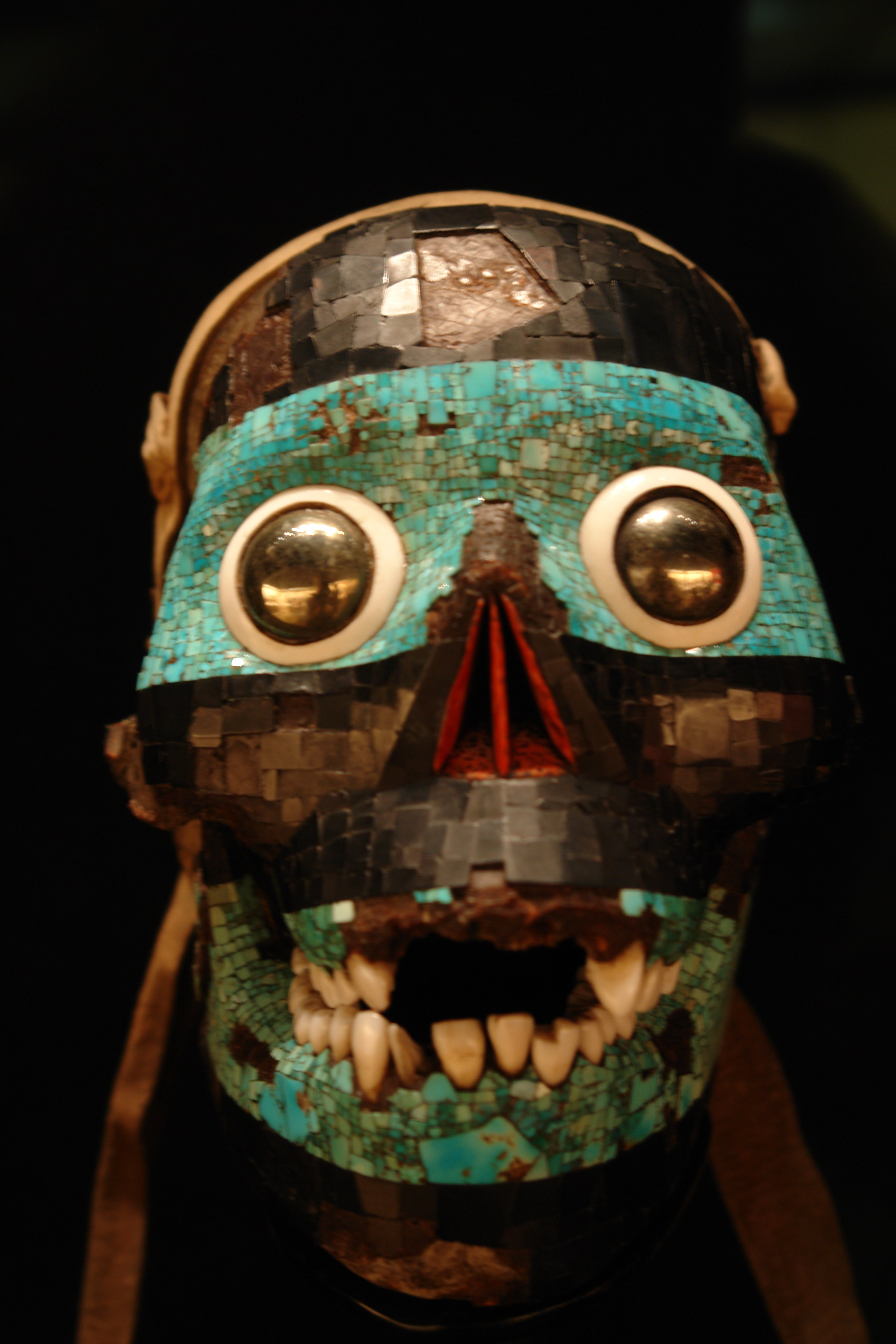
인간 해골로 만들어진 테스카틀리포카를 나타내는 가면, 아마도 사제들이 신성한 의식 중에 착용했을 것이다. 눈 부분은 청록색과 황철석으로 되어 있다. 대영박물관 소장

테스카틀리포카의 사제들은 종종 신의 장신구를 착용하고 다른 의식에 맞는 특정 의복을 입었다. 가장 자주 착용한 것은 흰색 칠면조 깃털 머리 장식, 종이 허리띠, 그리고 비슷한 깃털과 종이 장식이 달린 차나틀 막대기였다. 또 다른 일반적인 관행은 신전에서 사제 활동을 하거나 의식 중에 검은 그을음이나 숯 가루를 몸에 바르는 것이었다. 그들은 또한 병든 자와 새로 임명된 왕의 몸에 검은 연고를 바르는 방식으로 신과의 연관성을 장려했다. 의식이 필요할 때, 사제들은 테스카틀리포카 자신으로 분장하고 다른 유사한 복장을 한 신이나 여신을 동반했다.
몇몇 종류의 사제들이 테스카틀리포카의 봉사에 헌신했는데, 그 중 한 명은 베르나디노 데 사아군이 "위츠나우악 테오후아 오마카틀"이라고 부르는 사제였을 것으로 추정된다. 다른 이들은 테스카틀리포카에게 바쳐진 의식용 음식을 먹을 수 있었던 칼메카 테테우크틴이었고, 또 다른 이들은 처형 전 1년 동안 테스카틀리포카의 변장한 사람을 동반했다. 테스카틀리포카를 존경하는 것은 사제단과 귀족 모두에게 필수적이었다. "즉위 시"에 새 왕은 "테스카틀리포카, 왕실의 수호신을 기리는 기도"를 포함하여 금식하고 명상했다. 테스카틀리포카의 사제들은 어렸을 때 부모에 의해 봉사하도록 바쳐졌는데, 종종 아팠기 때문이었다. 이 아이들은 그 후 신의 모습으로 피부를 검게 칠하고 메추라기 깃털로 장식되었다. 신들을 기리는 의식에서는 신성한 찬송가도 불렸다. 대부분은 테스카틀리포카를 포함한 최고 신들을 찬양하기 위해 불렸으며, 그는 종종 "생명의 부여자"로 불렸다. 한 찬송가에서 그는 세상의 창조자이자 파괴자이며, 시인이자 서기관으로 언급된다. 평민, 고위 사제, 왕을 포함한 모든 사람들이 톡스카틀 의식의 어떤 측면에든 참여했다.

## 테스카틀리포카와 케찰코아틀

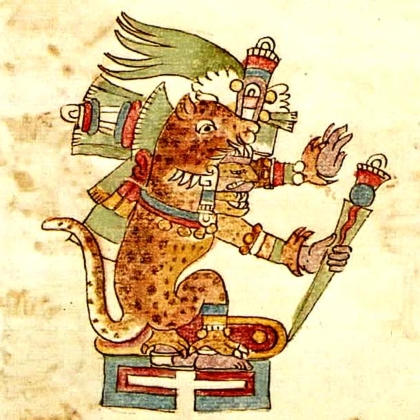
리오스 고문서에 재규어의 모습으로 묘사된 테스카틀리포카 — 이 형태에서는 테페욜로틀이라 불렸다.

테스카틀리포카는 종종 아즈텍의 또 다른 중요한 신인 문화 영웅, 케찰코아틀의 경쟁자로 묘사되었다. 아즈텍 창조 신화의 한 버전에 따르면 다섯 태양 신화에서 첫 번째 창조인 "땅의 태양"은 테스카틀리포카가 다스렸지만, 케찰코아틀이 테스카틀리포카를 쓰러뜨리자 테스카틀리포카는 재규어로 변신하여 파괴되었다. 케찰코아틀은 다음 창조인 "물의 태양"의 통치자가 되었고, 테스카틀리포카는 케찰코아틀을 쓰러뜨려 세 번째 창조인 "바람의 태양"을 파괴했다.
후대 신화에서 세상을 창조한 네 신, 테스카틀리포카, 케찰코아틀, 우이칠로포치틀리, 시페 토텍은 각각 검은색, 흰색, 파란색, 빨간색 테스카틀리포카로 불렸다. 네 테스카틀리포카는 오메테쿠틀리와 이원성의 주인인 오메시우아틀의 아들이었으며, 다른 모든 신들뿐만 아니라 세상과 모든 인류의 창조자였다.
케찰코아틀과 테스카틀리포카 사이의 경쟁은 톨란 전설에도 기록되어 있는데, 여기서 테스카틀리포카는 전설적인 도시의 통치자인 케찰코아틀을 속여 추방시킨다. 케찰코아틀과 테스카틀리포카는 서로 다른 창조에서 협력했으며, 둘 다 생명 창조에 중요한 역할을 한 것으로 여겨졌다. 메소아메리카 연구 전문가인 칼 타우베와 메리 밀러는 "무엇보다도 테스카틀리포카는 갈등을 통한 변화의 구현체로 보인다"고 썼다. 보르지아 고문서에는 멕시카력의 20일 기호를 들고 있는 테스카틀리포카의 크고 상세한 묘사가 나타난다. 코스피 고문서에는 그가 어둠의 영으로 묘사되어 있으며, 라우드 고문서와 드레스덴 고문서에서도 마찬가지이다. 그의 숭배는 왕족과 관련이 있었고, 왕권 의식에서 가장 길고 경건한 기도의 대상이었으며, 대관식 연설에서도 자주 언급되었다. 테스카틀리포카의 신전은 테노치티틀란의 대성소에 있었다.

## 창조 이야기
아즈텍 창조 신화 중 하나에서 케찰코아틀과 테스카틀리포카는 힘을 합쳐 세상을 창조했다. 그들의 행위 전에는 오직 바다와 시팍틀리(Cipactli)라고 불리는 원시 악어 지구 괴물만이 존재했다. 그녀를 유인하기 위해 테스카틀리포카는 자신의 발을 시팍틀리를 위한 미끼로 사용했고, 그녀는 그것을 먹었다. 두 신은 그녀를 붙잡아 그녀의 몸에서 땅을 만들기 위해 그녀를 왜곡시켰다. 그 후 그들은 사람들을 창조했으며, 사람들은 시팍틀리의 고통을 위로하기 위해 희생을 바쳐야 했다. 이 때문에 테스카틀리포카는 발이 없는 모습으로 묘사된다.
이후 테스카틀리포카는 스스로 태양이 되었다. 그의 변신 결과, 이때부터 모든 후대의 인류 시대는 다섯 태양으로 불리게 되었다. 케찰코아틀은 분노하여 돌 곤봉으로 테스카틀리포카를 하늘에서 떨어뜨렸다. 화가 난 테스카틀리포카는 재규어로 변하여 세상을 파괴했다. 케찰코아틀은 그 후 태양의 자리를 대신하여 세상의 두 번째 시대를 시작했고, 세상은 다시 인구가 채워졌다.
테스카틀리포카는 케찰코아틀을 전복시키고, 케찰코아틀로 하여금 세상을 황폐화시키는 거대한 바람을 보내게 했으며, 살아남은 사람들은 원숭이로 변했다. 비의 신인 틀랄록은 그 후 태양이 되었다. 그러나 그는 테스카틀리포카에게 아내를 빼앗겼다. 이에 분노한 그는 몇 년 동안 비를 내리지 않다가, 격분하여 불비를 내리게 했다. 공격에서 살아남은 소수의 사람들은 새로 변했다.
물고기 여신 찰치우틀리쿠에가 태양이 되었다. 그러나 그녀는 자신이 친절한 척만 한다는 테스카틀리포카의 비난에 압도당했다. 그녀는 여러 해 동안 울었고 세상은 그 결과로 발생한 홍수로 파괴되었다. 홍수에서 살아남은 사람들은 물고기로 변했다.

## 아즈텍 종교와 숭배
아즈텍 신앙에 따르면, 테스카틀리포카는 밤하늘, 밤바람, 허리케인, 북쪽, 땅, 흑요석, 적개심, 불화, 통치, 점복, 유혹, 재규어, 마법, 아름다움, 전쟁, 갈등 등 수많은 연관성을 가지고 있었다.
테노치티틀란에 있는 그의 주요 신전은 템플로 마요르 남쪽에 위치해 있었다. 디에고 두란에 따르면, 그것은 "높고 웅장하게 지어졌다. 80개의 계단이 폭 12~14피트의 착륙장으로 이어졌다. 그 너머에는 큰 홀 크기의 넓고 긴 방이 있었다...". 도시에는 "틀라코치칼코"와 "위츠나우아틀"이라 불리는 테스카틀리포카에게 헌정된 여러 작은 신전들이 있었다. 테스카틀리포카는 텍스코코, 틀락스칼라, 찰코와 같은 다른 많은 나와족 도시에서도 숭배되었다. 각 신전에는 신의 조각상이 있었는데, 이 조각상에는 하루 네 번 코팔 향이 태워졌다.
마글리아베치아노 고문서에는 테스카틀리포카와 테마스칼, 즉 땀 목욕탕에 관한 구절이 있다. 이 문헌에는 "병든 자가 목욕탕에 갈 때마다 우상에게 코팔이라고 부르는 향을 바치고, 그들의 주요 신 중 하나인 테스카테포카틀[테스카틀리포카]이라고 부르는 우상을 숭배하기 위해 몸을 검게 칠했다"고 기록되어 있다. 이러한 언급에도 불구하고, 메리 밀러는 고문서 삽화에 실제로 묘사된 신이자 테마스칼과 더 관련이 있을 가능성이 있는 신은 틀라솔테오틀이라고 말한다.

### 톡스카틀
테스카틀리포카의 주요 축제는 멕시카력의 다섯 번째 달에 열리는 톡스카틀이었다. 준비는 1년 전에 시작되었고, 사제들은 젊은 남자를 테스카틀리포카의 모습이 될 사람으로 선택했다. 이 사람은 테이십틀라 또는 "신 변장자"라고 불렸으며, 아즈텍 백성들에게 신을 의례적으로 대표하기 위해 선택되었다. 테이십틀라는 보통 포로로 잡힌 전사들 중에서 선택되었으며, 선택된 개인은 자신이 수행할 역할을 위해 목욕하고 의례적으로 정화되었다. 때때로 노예들이 의식을 위해 구매되기도 했다. 베나르디노 데 사아군은 피렌체 고문서에서 테이십틀라가 테스카틀리포카가 될 가치가 있기 위해 특정 신체적 자질을 갖추어야 한다고 설명한다:
선택된 자는 얼굴이 곱고, 이해력이 좋고 빠르며, 깨끗한 몸을 가졌으니, 갈대처럼 가늘고, 튼튼한 지팡이처럼 길고 얇으며, 잘 만들어졌고, 너무 살찌거나 비대하지 않으며, 너무 작거나 지나치게 크지 않았다. [그는] 매끄럽게 다듬어진 무언가 같았고, 토마토나 조약돌 같았으며, 마치 나무를 조각한 것 같았다... 결함이 없고, [신체적] 결함이 없고, 흠이 없고, 점이 없고, 몸에 상처나 주름이 없는 자는 플루트를 부는 법을 배우도록 잘 보살폈다...
톡스카틀 준비 기간 동안 테이십틀라는 값비싼 장신구를 착용하고 여덟 명의 시종을 두며 신처럼 살았다. 젊은 남자는 또한 신의 모습으로 옷을 입었고, 거리에서 마주친 사람들은 그를 신처럼 숭배했다. "1년 동안 그는 명예로운 삶을 살았고," 잘생긴 젊은 남자는 "말 그대로 신의 화신으로 숭배되었다." 희생되기 전 마지막 20일 동안 테이십틀라는 자신의 모습을 전사의 모습으로 되돌렸다. "그는 포로로 잡힌 전사였고, 전사로서 삶을 마쳤다." 그 후 그는 네 명의 젊은 여성과 결혼했는데, 이 여성들도 미리 선택되어 1년 동안 격리되어 여신으로 대우받았다. 1년 동안의 금욕 후에 이루어진 이 결혼은 가뭄 후에 이어지는 다산 기간을 상징했다. 젊은 남자는 마지막 한 주를 노래하고, 잔치하고, 춤추며 보냈다. 그가 의인화된 신으로 숭배받는 잔치 동안, 그는 스스로 신전 꼭대기까지 계단을 올랐고, 거기서 사제들에게 붙잡혔다. 이 때 그는 "자신이 짧은 영광의 순간에 연주했던 진흙 플루트를 하나씩 상징적으로 부수었고," 그 후 희생되었으며, 그의 몸은 나중에 먹혔다. 젊은 남자는 이러한 희생을 기꺼이 받아들였는데, 이러한 방식으로 희생되는 것은 큰 영광이었기 때문이다. "희생자들은 피 묻은 피라미드 계단을 위엄과 자부심을 가지고 올라갔다." "희생 자체는 가뭄의 끝을 알렸다." 그가 죽자마자 다음 해 의식을 위한 새로운 희생자가 선택되었다. 테스카틀리포카는 9월의 의식에서도 존경받았는데, 이 때는 죽은 자들을 기리기 위해 미카일후이톤틀리("죽은 자들의 작은 잔치")가 거행되었으며, 15월의 판케찰리츨리("깃발 올리기") 의식에서도 존경받았다.
아즈텍 귀족들에게 "수호신"은 이 시기 종교에 의해 정당화된 사회적, 자연적 현상에 있어 근본적이다. 사제들이 테스카틀리포카에게 "경의를 표하거나", "시민들이 조용히 들리는 뿔나팔 소리 아래 의식 절차가 시작되기를 기대하는" 의례적인 절차를 특징으로 하는 극도의 경외와 존경은 흔한 일이었다. 특히 이 신에게는 더욱 그러했다. 아즈텍 귀족의 최고 지위인 왕이 테스카틀리포카 앞에서 자신의 존재를 비유적, 문자적으로 드러내는 것을 통해 완벽한 존경심을 보여주었다. 왕은 "완전히 무가치함을 강조하며 벌거벗은" 채로 서서 신의 뜻을 전달하는 도구일 뿐이라는 식으로 말했다. 새 왕은 다음과 같은 말로 테스카틀리포카를 찬양하며 자신의 영적 벌거벗음을 상징적으로 주장했다.
오 주인이시여, 오 우리의 군주시여, 오 가까운 자의 주인이시여, 밤의 주인이시여, 오 밤이시여, 오 바람이시여... 저는 불쌍합니다.

제가 당신의 도시를 위해 어떻게 행동해야 합니까? 제가 통치받는 자들, 백성들(마세후알틴)을 위해 어떻게 행동해야 합니까?

저는 눈멀고, 귀먹고, 바보이며, 제 평생은 배설물과 더러움 속에 있었습니다...

혹시 저를 다른 사람으로 오해하고 계신가요? 혹시 제 대신 다른 사람을 찾고 계신가요
왕, 영주, 사제, 시민 모두에게 매일 매년 관찰되는 순환적 본질은 과학이나 철학적 논쟁이 아니라 이러한 사건의 원인이라고 믿었던 영적 존재에 대한 완전한 경외와 존경을 통해 묘사되었다. 조용한 바람과 천둥 같은 전쟁을 모두 나타내는 테스카틀리포카와 같은 신들이 이러한 개념을 확고히 했다.

## 같이 보기
- 메소아메리카 문화의 재규어
- 밤의 군주 (신화)
- 나과알
- 케찰코아틀

### 설명주
1. ↑  준 라칸 "한쪽 다리"는 고전 마야 통치와 천둥의 신의 별명으로, 결국 영어 단어 "Hurricane"으로 이어졌다.
2. ↑  테스카틀리포카라는 이름의 의미에 대한 다양한 해석에 대한 논의는 올리비에 (2003) pp. 14-15를 참조하라.
3. ↑  톡스카틀 축제에 대한 심층적인 설명과 해석은 올리비에 (2003) 6장을 참조하라.

### 참조주
1. 1 2 3 4 5 6 7  Robelo, Cecilio A. (1905). 《Diccionario de Mitología Nahoa》 (스페인어). Editorial Porrúa. 542–8쪽. ISBN 970-07-3149-9. OCLC 987967866.
2. 1 2  Miller & Taube 1993, 164쪽.
3. 1 2 3 4 5  Baquedano, Elizabeth, 편집. (2014). 《Tezcatlipoca: Trickster and Supreme Deity》. University Press of Colorado. doi:10.5876/9781607322887. ISBN 9781607322887.
4. ↑  “Personified knives”. 《Mexicolore》. 2018년 4월 11일에 확인함.
5. ↑  “INAH Archaeologists discover Tlaloc shaped vessel and knives in offering the Templo Mayor”. 《5oy Mexico》. 2013. 2014년 9월 12일에 원본 문서에서 보존된 문서.
6. 1 2 3 4 5 6  Miller Ellen, Mary (1997). 《An illustrated dictionary of the gods and symbols of Ancient Mexico and the Maya》. Thames and Hudson. ISBN 0-500-27928-4. OCLC 1169853008.
7. ↑  “See and Be Seen: ('Smoking') Mirrors”. Mexicolore.co.uk. 2013년 4월 16일. 2015년 6월 23일에 확인함.
8. 1 2 3 4 5  Olivier, Guilhem (2008). 《Mockeries and metamorphoses of an Aztec god: Tezcatlipoca, "Lord of the Smoking Mirror"》. 번역 Michel Besson. Boulder, Colorado: University Press of Colorado. ISBN 978-0-87081-907-0. OCLC 180755624.
9. ↑  Olivier 2003, 52쪽.
10. ↑  《Tezcatlipoca: Trickster and Supreme Deity》. University Press of Colorado. 2014. ISBN 978-1-60732-287-0. JSTOR j.ctt128807j.
11. ↑  Olivier, Guilhem (2015년 1월 26일). 《Tezcatlipoca: burlas y metamorfosis de un dios azteca》. Fondo de Cultura Economica. ISBN 978-607-16-2481-9. OCLC 1319852488.
12. ↑  Bingham, Ann (2010). 《South and Meso-American mythology A to Z》. Jeremy Roberts 2판. New York: Chelsea House. ISBN 978-1-4381-2958-7. OCLC 610219470.
13. ↑  Roy, Christian (2005). 《Traditional festivals: a multicultural encyclopedia》. Santa Barbara, Calif.: ABC-CLIO. ISBN 1-85109-689-2. OCLC 61363608.
14. ↑  Olivier 2003, 167쪽.
15. ↑  Olivier 2003, 174쪽.
16. ↑  Hetherington, P. B. (1967). 《Mosaics》. London: P. Hamlyn. 39쪽. OCLC 910352847.
17. 1 2  Olivier 2003, 183쪽.
18. ↑  Olivier 2003, 185쪽.
19. ↑  Olivier 2003, 183, 186쪽.
20. 1 2 3 4 5 6  Coe & Koontz 2008, 201쪽.
21. ↑  “The Aztec Trickster”. Trinity.edu. 2016년 5월 15일에 원본 문서에서 보존된 문서. 2015년 6월 23일에 확인함.
22. 1 2 3  Smith 2003, 230쪽.
23. ↑  “Other Research at FAMSI - Alec Christensen”. Famsi.org. 2015년 6월 23일에 확인함.
24. 1 2 3 4 5  Olivier 2003-Tezcatlipoca stories
25. ↑  Olivier 2003, 166쪽.
26. ↑  Smith 2003, 217쪽.
27. 1 2 3  Smith 2003, 218쪽.
28. ↑  Bernardino, de Sahagún (2012). 《Florentine codex: General history of the things of New Spain》. University of Utah Press. 64–65쪽. ISBN 978-1-60781-192-3. OCLC 794413026.
29. 1 2 3  Coe & Koontz 2008, 212쪽.
30. ↑  Heyden & Carrasco 1991, 199쪽.

## 참고 문헌
- Coe, Michael; Koontz, Rex (2008). 《Mexico: From the Olmecs to the Aztecs》 6판. Thames & Hudson Ltd, London. ISBN 978-0-500-28755-2.
- Miller, Mary; Taube, Karl (1993). 《The Gods and Symbols of Ancient Mexico and the Maya》. Thames and Hudson. ISBN 0-500-05068-6.
- Olivier, Guilhem (2003). 《Mockeries and Metamorphoses of an Aztec God: Tezcatlipoca, "Lord of the Smoking Mirror"》. 번역 Besson, Michel. University Press of Colorado. ISBN 0-87081-745-0.
- Smith, Michael (2003). 《The Aztecs》 2판. Blackwell. ISBN 978-0-631-230-168.
- Heyden, Doris; Carrasco, David (1991). 《Dryness Before the Rains: Toxcatl》. University Press of Colorado. ISBN 0-87081-194-0.